# Echo Katolickie
Echo Katolickie – tygodnik regionalny, ukazujący się w każdy czwartek na terenie diecezji siedleckiej: Siedlec, Białej Podlaskiej, Garwolina, Łosic, Parczewa, Ryk, Radzynia Podlaskiego, Łukowa i Terespola.

## Historia
"Podlaskie Echo Katolickie" powstało w 1990 roku i do roku 1993 ukazywało się w układzie świecko-katolickim jako integralna część „Nowego Echa Podlasia”. W celu prowadzenia tej działalności wydawniczej, decyzją ówczesnego wojewody siedleckiego Krzysztofa Tchórzewskiego, powołano Siedlecką Oficynę Wydawniczą "Podlasie" Sp. z o.o. Na mocy porozumienia wojewody z ks. biskupem Alojzym Orszulikiem do redagowania części katolickiej kierowani byli przedstawiciele kurii biskupiej: ks. biskup Henryk Tomasik, ks. kan. Jan Zbigniew Celej, ks. Jan Pieńkosz, ks. Paweł Siedlanowski, ks. Andrzej Adamski, ks. Jacek Szostakiewicz, ks. Marek Weresa.
Tytuł "Podlaskie Echo Katolickie" zarejestrowany został w 1993 roku i od października 1993 roku ukazywał się jako osobny tygodnik z dystrybucją w kościołach, a także łącznie z „Nowym Echem Podlasia”. W lipcu 2002 roku zrezygnowano z wydawania „Nowego Echa Podlasia” i jednocześnie rozszerzono "Podlaskie Echo Katolickie" o część informacyjną świecką, poruszającą sprawy regionu. Od stycznia 2008 roku tygodnik zmienił nazwę na "Echo Katolickie".
Obecny nakład „Echa Katolickiego” wynosi 12 tys. egzemplarzy i dystrybuowany jest w kościołach diecezji siedleckiej, przez Ruch, Kolporter i Pocztę Polską.

## Redaktorzy naczelni
- Dariusz Zenon Dybciak 24.02.1991 - 09.04.1994
- Barbara Golec 09.04.1994 - 30.09.1995
- Marek Tchórzewski 1.10.1995 - 25.10.2006
- Arkadiusz Maksjan 4.12.2006 - 31.08.2007
- Monika Lipińska 1.09.2007 - 27.05.2010
- Agnieszka Warecka 28.05.2010 - 30.04.2012
- Monika Grudzińska od 1.05.2012

## Dziennikarze
- Agnieszka Warecka (redaktor naczelna),
- ks. Marek Weresa, ks. Piotr Wojdat (asystenci kościelni),
- Monika Lipińska (redaktor prowadzący, dziennikarz),
- Monika Grudzińska (redaktor prowadzący, dziennikarz),
- Kinga Ochnio (redaktor prowadzący, dziennikarz),
- Jolanta Krasnowska-Dyńka (redaktor prowadzący, dziennikarz),
- Agnieszka Wawryniuk (dziennikarz),
- Andrzej Materski (redakcja sportowa),
- Leszek Sawicki (redaktor techniczny).